# Otzdorfer Madonna

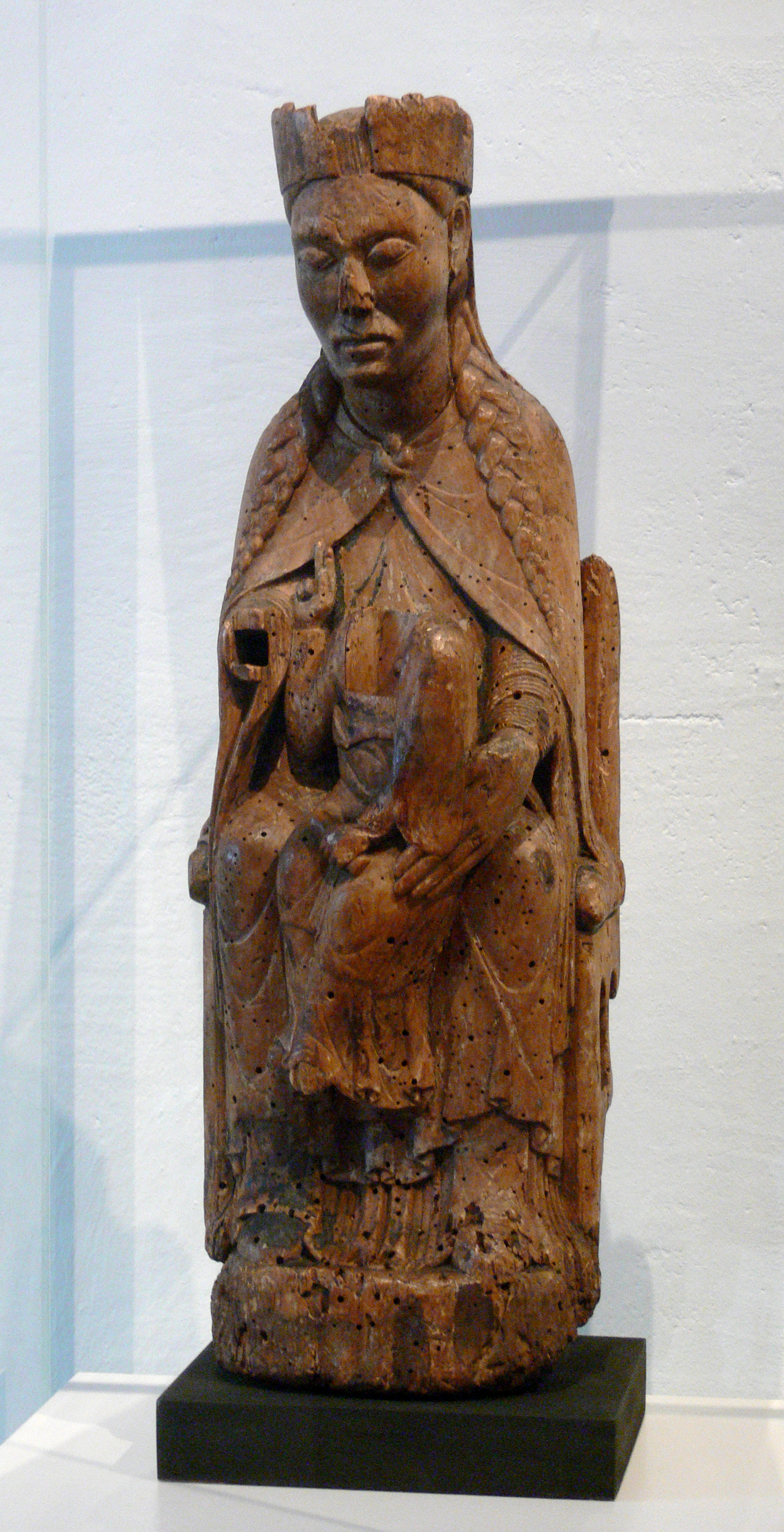
Otzdorfer Madonna

Die Otzdorfer Madonna ist eine aus Lindenholz geschnitzte Madonnenskulptur des 12. Jahrhunderts, die zur Dresdner Skulpturensammlung zählt. Sie ist eine der ältesten erhaltenen Holzskulpturen Sachsens.

## Beschreibung
Maria wird als Himmelskönigin dargestellt, mit Zepter und Buch. Auf ihrem Schoß sitzt das Christuskind.
Die etwa 55 cm hohe, 17 cm breite und 15 cm tiefe Figur erscheint blockhaft in sich geschlossen, Hohlräume und tiefe Mulden an der Außenseite wurden bei der Skulpturierung weitgehend vermieden, damit das Licht die kubische Geschlossenheit nicht auflöst. Die Gewandfalten sind geschmeidig und flach an den plastischen Kern geschichtet. Lediglich der Kopf des auf ihrem Schoß sitzenden Jesuskindes und die rechte Hand der Gottesmutter (beides Einsätze) lösen sich aus der Komposition heraus.
Anhaftende Farbreste deuten darauf hin, dass die Figur – anders als andere gleichzeitig entstandene Skulpturen – nicht vergoldet, sondern bemalt war.

## Geschichte
Die Entstehung der Figur wird zwischen 1160 und 1180 datiert. Sie stammt aus der Kirche in Otzdorf (heute Ortsteil der Stadt Roßwein) bei Döbeln, wo sie nach einem Kirchenumbau 1713 auf den Dachboden der Kirche verbracht wurde und dort in Vergessenheit geriet. Zu Beginn des 20. Jahrhunderts wurde die Skulptur wiederentdeckt und befand sich in den 1960er Jahren in einem kleinen Museum mittelalterlicher Plastik auf der Albrechtsburg in Meißen. Seit 2009 ist sie im Schloßbergmuseum Chemnitz ausgestellt, eine Kopie wurde 2002 in der Kirche von Otzdorf aufgestellt.